# Il manoscritto del Principe
(Valerio Caprara, 'Il Mattino', 15 aprile 2000)
Il manoscritto del Principe è un film drammatico del 2000, diretto da Roberto Andò. Il film è ambientato a Palermo negli anni cinquanta.

## Trama
Racconta la parte finale della vita e le ultime gesta dello scrittore Giuseppe Tomasi di Lampedusa, in particolare del suo rapporto con gli allievi ventenni Guido (nella realtà Gioacchino Lanza Tomasi) e Marco Pace (nella realtà Francesco Orlando) e la stesura de Il Gattopardo, nella Palermo degli anni Cinquanta.
Nella Roma del 2000 Guido Lanza segue Marco Pace per avere un colloquio con lui. Pace però si nega ed evita sempre l'incontro. I due allora ricordano la loro gioventù quando erano i discepoli preferiti del principe Giuseppe Tomasi di Lampedusa. È proprio nel corso di una cena a casa del principe che Marco e Guido si conoscono e iniziano la loro amicizia. Un giorno il Tomasi di Lampedusa, in occasione di una visita di Pace, gli consegna un manoscritto, chiedendogli un parere. È il manoscritto del "Gattopardo", che successivamente Elio Vittorini rifiuterà, provocando al principe un gran dolore. Dopo questo ricordo si torna al presente e Marco guarda in lontananza Guido dalla finestra di casa sua e con un cenno degli occhi i due si salutano.

## Premi e riconoscimenti
- 2000 - Nastri d'argento
  - Miglior produttore a Giuseppe Tornatore
- 2001 - David di Donatello
  - Candidatura per il miglior regista esordiente a Roberto Andò